# Judas bringt die 30 Silberlinge zurück
Judas bringt die 30 Silberlinge zurück (auch Die Reue des Judas genannt) ist ein Gemälde von Rembrandt, das die in Mt 27,3  geschilderte Begebenheit darstellt: „Als nun Judas, der ihn verraten hatte, sah, dass Jesus zum Tod verurteilt war, reute ihn seine Tat. Er brachte den Hohenpriestern und den Ältesten die dreißig Silberstücke zurück“. Das Gemälde ist eines der frühesten im Werk Rembrandts. Als es 1629 entstand, war er noch in Leiden tätig.
Das Gemälde wurde von seinen Zeitgenossen vor allem wegen der heftigen Emotionen geschätzt, die sich an Gestik und Mimik der gequälten Judas-Figur ablesen lassen. Im Vergleich zu der üppigen Gewandung und Möbel der Hohenpriester erscheint Judas als armselig und von seinem Gewissen geplagt. Seine Wangen sind tränenbedeckt und sein Kopf blutig, weil er sich die Haare ausgerissen hat. Rembrandts Werk Der verlorene Sohn setzt fort mit der Darstellung von einem Anti-Helden, dessen Reue zur Kernaussage des Gemäldes wird.
Das Gemälde befindet sich heute in der Mulgrave-Castle-Sammlung in Lythe, North Yorkshire.